# Крем (козметика)
Вижте пояснителната страница за други значения на Крем.
Крем е козметично средство във вид на емулсия, предназначено за полагане на грижи за кожата най-вече на лицето. Съществуват кремове за ръце, за лице и за тяло.
Значителна част от древната козметика представлява ароматизирани масла и мазила, които се получават от растителни и животински мазнини, смесени с тонизиращи и лечебни добавки. В Средиземноморието като крем е използван зехтин. В Океания използват кокосово масло.
Основните съставки на съвременните кремове са мазнини, вода и биологично активни вещества.